# 성재명
성재명(成宰明, 1972년 8월 14일~ )은 대한민국의 전직 프로게임단 감독이다.
2002년 8월 15일 하태기와 함께 POS(현 MBC게임 히어로) 창단한다. 신림동 고시촌에서 서형석을 코치로 영입하고 그 해 박성준 이운재 도진광을 영입하며 팀의 기초를 다져갔다.
2005년 6월 POS 팀에서 퇴단하였다.
2006년 9월 팬택 EX(현 위메이드 폭스)의 감독으로 임명되었다.
2007년 건강 악화로 인해 감독직을 사퇴하였다.

## 경력
- 2002년 11월 ~ 2005년 6월 게이머협의회 의원
- 2005년 6월 화정 토스잉글리시 학원장

| 이전 송호창 | 제2대 위메이드 폭스 감독 성재명 2006 ~ 2007 | 다음 김양중 |